# Chris van der Weerden
Chris van der Weerden (Nimega, 15 de novembre del 1972) és un exjugador de futbol neerlandès. Actualment és entrenador assistent del PSV Eindhoven.

## Biografia
Va començar la seva carrera futbolística a les categories inferiors del NEC Nimega, l'equip de la seva ciutat, on el 1990 va pujar al primer equip. El 1994 va ser traspassat al Vitesse d'Arnhme, d'on un any més tard va ser traspassat al PSV Eindhoven. Va jugar a l'equip d'Eindhoven fins a l'any 2001, moment en què va marxar al FC Twente. El 2004 va marxar, per primera i única vegada, a jugar a l'estranger, essent contractat per l'equip belga del Germinal Beerschot. L'estiu del 2006 va decidir tornar als Països Baixos per jugar a les files del FC Eindhoven, on va jugar les últimes temporades de la seva carrera mentre les compaginava amb els primers anys d'assistent al PSV. El 15 de febrer del 2008 va anunciar que deixava definitivament el futbol professional. La carrera futbolística de Van der Weerden va estar plena de lesions, que van frenar la seva progressió. El 1997 se li va detectar la Malaltia de Crohn.
Van der Weerden ha entrenat diversos equips de les categories inferiors del PSV; ha entrenat l'equip E2 (2006/2007), l'E1 (2007/2008), el D3 (2008/2009) i, la 2009/2010, el C2. A més a més, també és assistent de l'A1 del PSV. eL 16 de març del 2012, Marcel Brands va confirmar que van der Weerden com a entrenador assistent del primer equip del PSV. El nou entrenador de l'equip, Phillip Cocu, antic company d'equip de Van der Weelder, el volia al seu costat.